# Cinquième circonscription de la Seine-Maritime
La cinquième circonscription de la Seine-Maritime est l'une des dix circonscriptions législatives françaises que compte le département de la Seine-Maritime (76) situé en région Normandie.

## Description géographique et démographique

### De 1958 à 1986
Le département avait dix circonscriptions.
La cinquième circonscription de la Seine-Maritime était composée de :
- canton de Bolbec
- canton de Caudebec-en-Caux
- canton de Criquetot-l'Esneval
- canton de Fécamp
- canton de Goderville
- canton de Lillebonne
- canton de Saint-Romain-de-Colbosc

Source : Journal Officiel du 14-15 Octobre 1958.

### Depuis 1988
La cinquième circonscription de la Seine-Maritime est délimitée par le nouveau redécoupage des cantons français défini par la loi du 17 mai 2013 et les décrets d'application publiés en février et mars 2014. En application de cette loi, les circonscriptions que sont les cantons permettent l'élection des assemblées départementales, rebaptisées conseils départementaux au scrutin majoritaire, binominal et paritaire. Ce redécoupage s'est accompagné d'un mode de scrutin destiné à promouvoir la parité : chaque nouveau canton est représenté par deux conseillers départementaux, un homme et une femme, élus en binôme. En conséquence, la cinquième circonscription de la Seine-Maritime est composée par les cantons de Barentin, Notre-Dame-de-Bondeville, Notre-Dame-de-Gravenchon.
D'après le recensement général de la population en 1999, réalisé par l'Institut national de la statistique et des études économiques (INSEE), la population de cette circonscription est estimée à 121 881 habitants,.
Lors du redécoupage des circonscriptions législatives françaises précédent (2010), la cinquième circonscription regroupait les cantons de : 
- Canton de Caudebec-en-Caux
- Canton de Duclair
- Canton de Lillebonne
- Canton de Notre-Dame-de-Bondeville
- Canton de Pavilly

## Historique des députations
| IXe   | 23 juin 1988      | 1er avril 1993 |                                                                                       | Jean-Claude Bateux | PS                                                                   |  |
| Xe    | 2 avril 1993      | 21 avril 1997  | Mandat écourté à la suite d'une dissolution parlementaire décidée par Jacques Chirac. | Jean-Claude Bateux | PS                                                                   |  |
| XIe   | 12 juin 1997      | 18 juin 2002   |                                                                                       | Jean-Claude Bateux | PS                                                                   |  |
| XIIe  | 19 juin 2002      | 19 juin 2007   |                                                                                       | Jean-Claude Bateux | PS                                                                   |  |
| XIIIe | 20 juin 2007      | 19 juin 2012   | Christophe Bouillon                                                                   | PS                 | Également maire de Canteleu.                                         |  |
| XIVe  | 20 juin 2012      | 20 juin 2017   | Christophe Bouillon                                                                   | PS                 | Également maire de Canteleu.                                         |  |
| XVe   | 21 juin 2017      | 18 juin 2020   | Christophe Bouillon                                                                   | PS                 | Élu maire de Barentin, il démissionne de son mandat de député.       |  |
| XVe   | 18 juin 2020      | 23 juin 2020   | Bastien Coriton                                                                       | PS                 | Élu maire de Rives-en-Seine, il démissionne de son mandat de député. |  |
| XVe   | 28 septembre 2020 | 21 juin 2022   | Gérard Leseul                                                                         | PS                 |                                                                      |  |
| XVIe  | 22 juin 2022      | 9 juin 2024    | Gérard Leseul                                                                         | PS                 |                                                                      |  |

## Historique des élections

### Élections de 1958
| Candidat                    | Candidat              | Parti                     | Premier tour | Premier tour | Second tour | Second tour |  |
| Candidat                    | Candidat              | Parti                     | Voix         | %            | Voix        | %           |  |
| --------------------------- | --------------------- | ------------------------- | ------------ | ------------ | ----------- | ----------- |  |
|                             | André Bettencourt élu | CNIP                      | 18 166       | 39,19        | 20 414      | 46,1        |  |
|                             | Richard Pranzo        | Radsoc                    | 12 385       | 26,72        | 10 484      | 23,67       |  |
|                             | Albert Duquenoy       | PCF                       | 7 858        | 16,95        | 8 019       | 18,11       |  |
|                             | Roger Palmiéri        | Modérés                   | 3 891        | 8,39         | 5 368       | 12,12       |  |
|                             | Jules Jouin           | Divers droite (Gaulliste) | 2 599        | 5,61         | Retrait     | Retrait     |  |
|                             | Jean Delaunay         | UFF                       | 1 456        | 3,14         |             |             |  |
|                             |                       |                           |              |              |             |             |  |
| Inscrits                    | Inscrits              | Inscrits                  | 62 756       | 100,00       | 62 752      | 100,00      |  |
| Abstentions                 | Abstentions           | Abstentions               | 14 340       | 22,85        | 17 276      | 27,53       |  |
| Votants                     | Votants               | Votants                   | 48 416       | 77,15        | 45 476      | 72,47       |  |
| Blancs et nuls              | Blancs et nuls        | Blancs et nuls            | 2 061        | 4,26         | 1 191       | 2,62        |  |
| Exprimés                    | Exprimés              | Exprimés                  | 46 355       | 95,74        | 44 285      | 97,38       |  |
| Source : Gallica et CEVIPOF |                       |                           |              |              |             |             |  |

Georges Chedru, exploitant agricole, maire de Fongueusemare, conseiller général du canton de Criquetot-l'Esneval, était le suppléant d'André Bettencourt.

### Élections de 1962
| Candidat                    | Candidat                        | Parti          | Premier tour | Premier tour | Second tour | Second tour |  |
| Candidat                    | Candidat                        | Parti          | Voix         | %            | Voix        | %           |  |
| --------------------------- | ------------------------------- | -------------- | ------------ | ------------ | ----------- | ----------- |  |
|                             | André Bettencourt sortant réélu | RI             | 15 909       | 39,74        | 26 450      | 68,11       |  |
|                             | Paul Bellec                     | UNR-UDT        | 9 532        | 23,81        | Retrait     | Retrait     |  |
|                             | Albert Duquenoy                 | PCF            | 7 098        | 17,73        | 12 387      | 31,89       |  |
|                             | Richard Pranzo                  | Radsoc         | 4 737        | 11,83        | Retrait     | Retrait     |  |
|                             | Pierre Roussel                  | PSU            | 2 758        | 6,89         | Retrait     | Retrait     |  |
|                             |                                 |                |              |              |             |             |  |
| Inscrits                    | Inscrits                        | Inscrits       | 63 489       | 100,00       | 63 472      | 100,00      |  |
| Abstentions                 | Abstentions                     | Abstentions    | 21 888       | 34,48        | 21 470      | 33,83       |  |
| Votants                     | Votants                         | Votants        | 41 601       | 65,52        | 42 002      | 66,17       |  |
| Blancs et nuls              | Blancs et nuls                  | Blancs et nuls | 1 567        | 3,77         | 3 165       | 7,54        |  |
| Exprimés                    | Exprimés                        | Exprimés       | 40 034       | 96,23        | 38 837      | 92,46       |  |
| Source : Gallica et CEVIPOF |                                 |                |              |              |             |             |  |

Georges Chedru était suppléant d'André Bettencourt. Il le remplaça du 9 février 1966 au 2 avril 1967 lorsque André Bettencourt fut nommé membre du gouvernement.

### Élections de 1967
|                  | André Bettencourt sortant réélu | RI (UD-Ve)     | 25 713 | 50,16  |  |  |  |
|                  | Albert Duquenoy                 | PCF            | 12 119 | 23,64  |  |  |  |
|                  | Léon Deslandes                  | CD (PDM)       | 8 736  | 17,04  |  |  |  |
|                  | Pierre Roussel                  | PSU            | 4 687  | 9,14   |  |  |  |
|                  |                                 |                |        |        |  |  |  |
| Inscrits         | Inscrits                        | Inscrits       | 61 738 | 100,00 |  |  |  |
| Abstentions      | Abstentions                     | Abstentions    | 9 121  | 14,77  |  |  |  |
| Votants          | Votants                         | Votants        | 52 617 | 85,23  |  |  |  |
| Blancs et nuls   | Blancs et nuls                  | Blancs et nuls | 1 362  | 2,59   |  |  |  |
| Exprimés         | Exprimés                        | Exprimés       | 51 255 | 97,41  |  |  |  |
| Source : CEVIPOF |                                 |                |        |        |  |  |  |

Georges Chedru était suppléant d'André Bettencourt. Il le remplaça du 8 mai 1967 au 30 mai 1968 quand André Bettencourt fut nommé membre du gouvernement.

### Élections de 1968
|                  | André Bettencourt sortant réélu | RI (UDR)       | 32 849 | 64,11  |  |  |  |
|                  | Albert Duquenoy                 | PCF            | 12 172 | 23,75  |  |  |  |
|                  | Pierre Roussel                  | PSU            | 6 219  | 12,14  |  |  |  |
|                  |                                 |                |        |        |  |  |  |
| Inscrits         | Inscrits                        | Inscrits       | 64 435 | 100,00 |  |  |  |
| Abstentions      | Abstentions                     | Abstentions    | 11 586 | 17,98  |  |  |  |
| Votants          | Votants                         | Votants        | 52 849 | 82,02  |  |  |  |
| Blancs et nuls   | Blancs et nuls                  | Blancs et nuls | 1 609  | 3,04   |  |  |  |
| Exprimés         | Exprimés                        | Exprimés       | 51 240 | 96,96  |  |  |  |
| Source : CEVIPOF |                                 |                |        |        |  |  |  |

Georges Chedru était suppléant d'André Bettencourt. Il le remplaça du 13 août 1968 au 1er avril 1973, quand André Bettencourt fut nommé membre du gouvernement.

### Élections de 1973
| Candidat                    | Candidat                        | Parti          | Premier tour | Premier tour | Second tour | Second tour |  |
| Candidat                    | Candidat                        | Parti          | Voix         | %            | Voix        | %           |  |
| --------------------------- | ------------------------------- | -------------- | ------------ | ------------ | ----------- | ----------- |  |
|                             | André Bettencourt sortant réélu | RI (URP)       | 27 837       | 49,9         | 31 938      | 60,53       |  |
|                             | Claude Malandain                | PCF            | 11 240       | 20,15        | 20 830      | 39,47       |  |
|                             | Michel Bérégovoy                | PS (UGSD)      | 7 133        | 12,79        | Retrait     | Retrait     |  |
|                             | Pascal Salin                    | MR             | 5 738        | 10,29        |             |             |  |
|                             | Pierre Roussel                  | PSU            | 2 873        | 5,15         |             |             |  |
|                             | Gérard Quillaud                 | LCR            | 964          | 1,73         |             |             |  |
|                             |                                 |                |              |              |             |             |  |
| Inscrits                    | Inscrits                        | Inscrits       | 68 295       | 100,00       | 68 274      | 100,00      |  |
| Abstentions                 | Abstentions                     | Abstentions    | 11 210       | 16,41        | 13 106      | 19,2        |  |
| Votants                     | Votants                         | Votants        | 57 085       | 83,59        | 55 168      | 80,8        |  |
| Blancs et nuls              | Blancs et nuls                  | Blancs et nuls | 1 300        | 2,28         | 2 400       | 4,35        |  |
| Exprimés                    | Exprimés                        | Exprimés       | 55 785       | 97,72        | 52 768      | 95,65       |  |
| Source : Gallica et CEVIPOF |                                 |                |              |              |             |             |  |

Charles Revet, agriculteur, maire de Turretot, était le suppléant d'André Bettencourt.
André Bettencourt est élu sénateur le 25 septembre 1977 et le siège devient vacant.

### Élections de 1978
| Candidat                    | Candidat                    | Parti          | Premier tour | Premier tour | Second tour | Second tour |  |
| Candidat                    | Candidat                    | Parti          | Voix         | %            | Voix        | %           |  |
| --------------------------- | --------------------------- | -------------- | ------------ | ------------ | ----------- | ----------- |  |
|                             | Charles Revet élu           | UDF (PR)       | 23 447       | 34,8         | 35 560      | 51,19       |  |
|                             | Paul Dhaille                | PS             | 14 772       | 21,93        | 33 912      | 48,81       |  |
|                             | Paul Belhache               | PCF            | 14 495       | 21,51        | Retrait     | Retrait     |  |
|                             | Philippe Clément-Grandcourt | RPR            | 9 289        | 13,79        |             |             |  |
|                             | Maxime Pacaud               | MRG            | 1 655        | 2,46         |             |             |  |
|                             | Daniel Dieudonné            | LO             | 1 215        | 1,8          |             |             |  |
|                             | Simone Duchemin             | PSU (FA)       | 1 164        | 1,73         |             |             |  |
|                             | Michel Demésy               | FN             | 727          | 1,08         |             |             |  |
|                             | Jean-Louis Amans            | LCR            | 609          | 0,9          |             |             |  |
|                             |                             |                |              |              |             |             |  |
| Inscrits                    | Inscrits                    | Inscrits       | 81 392       | 100,00       | 81 374      | 100,00      |  |
| Abstentions                 | Abstentions                 | Abstentions    | 12 315       | 15,13        | 10 664      | 13,1        |  |
| Votants                     | Votants                     | Votants        | 69 077       | 84,87        | 70 710      | 86,9        |  |
| Blancs et nuls              | Blancs et nuls              | Blancs et nuls | 1 704        | 2,47         | 1 238       | 1,75        |  |
| Exprimés                    | Exprimés                    | Exprimés       | 67 373       | 97,53        | 69 472      | 98,25       |  |
| Source : Gallica et CEVIPOF |                             |                |              |              |             |             |  |

Le suppléant de Charles Revet était Claude Laplace, maire de Gruchet-le-Valasse.

### Élections de 1981
| Candidat       | Candidat              | Parti          | Premier tour | Premier tour | Second tour | Second tour |  |
| Candidat       | Candidat              | Parti          | Voix         | %            | Voix        | %           |  |
| -------------- | --------------------- | -------------- | ------------ | ------------ | ----------- | ----------- |  |
|                | Paul Dhaille élu      | PS             | 23 611       | 37,17        | 36 189      | 53,97       |  |
|                | Charles Revet sortant | UDF (PR)       | 21 190       | 33,36        | 30 866      | 46,03       |  |
|                | Jean-Pierre Deneuve   | Divers droite  | 9 305        | 14,65        |             |             |  |
|                | Paul Belhache         | PCF            | 8 004        | 12,60        |             |             |  |
|                | Joël Fouache          | PSU            | 950          | 1,49         |             |             |  |
|                | Le Gall du Tertre     | PFN            | 460          | 0,72         |             |             |  |
|                |                       |                |              |              |             |             |  |
| Inscrits       | Inscrits              | Inscrits       | 85 607       | 100,00       | 85 580      | 100,00      |  |
| Abstentions    | Abstentions           | Abstentions    | 21 421       | 25,02        | 17 602      | 20,57       |  |
| Votants        | Votants               | Votants        | 64 186       | 74,98        | 67 978      | 79,43       |  |
| Blancs et nuls | Blancs et nuls        | Blancs et nuls | 666          | 1,04         | 923         | 1,36        |  |
| Exprimés       | Exprimés              | Exprimés       | 63 520       | 98,96        | 67 055      | 98,64       |  |

Le suppléant de Paul Dhaille était Pierre Héricher, typographe à Fécamp.

### Élections de 1988
| Candidat       | Candidat               | Parti          | Premier tour | Premier tour | Second tour | Second tour |  |
| Candidat       | Candidat               | Parti          | Voix         | %            | Voix        | %           |  |
| -------------- | ---------------------- | -------------- | ------------ | ------------ | ----------- | ----------- |  |
|                | Jean-Claude Bateux élu | PS             | 24 079       | 47,38        | 35 306      | 65,97       |  |
|                | Daniel Laboure         | RPR (URC)      | 13 212       | 26,00        | 18 214      | 34,03       |  |
|                | Colette Privat         | PCF            | 9 786        | 19,26        |             |             |  |
|                | Henri Philbert         | FN             | 3 739        | 7,36         |             |             |  |
|                |                        |                |              |              |             |             |  |
| Inscrits       | Inscrits               | Inscrits       | 78 490       | 100,00       | 78 446      | 100,00      |  |
| Abstentions    | Abstentions            | Abstentions    | 26 611       | 33,9         | 23 417      | 29,85       |  |
| Votants        | Votants                | Votants        | 51 879       | 66,1         | 55 029      | 70,15       |  |
| Blancs et nuls | Blancs et nuls         | Blancs et nuls | 1 063        | 2,05         | 1 509       | 2,74        |  |
| Exprimés       | Exprimés               | Exprimés       | 50 816       | 97,95        | 53 520      | 97,26       |  |

Le suppléant de Jean-Claude Bateux était Louis Hancart, ancien agriculteur, de Maromme.

### Élections de 1993
| Candidat       | Candidat                         | Parti                      | Premier tour | Premier tour | Second tour | Second tour |  |
| Candidat       | Candidat                         | Parti                      | Voix         | %            | Voix        | %           |  |
| -------------- | -------------------------------- | -------------------------- | ------------ | ------------ | ----------- | ----------- |  |
|                | Daniel Laboure                   | RPR (UPF)                  | 17 882       | 32,98        | 26 318      | 48,13       |  |
|                | Jean-Claude Bateux sortant réélu | PS (ADFP)                  | 13 614       | 25,11        | 28 368      | 51,87       |  |
|                | Colette Privat                   | PCF (RFP)                  | 8 965        | 16,53        |             |             |  |
|                | Dominique Zurcher                | FN                         | 5 819        | 10,73        |             |             |  |
|                | Christian Pedron                 | GÉ (EÉ)                    | 4 515        | 8,33         |             |             |  |
|                | Charles Soubeyran                | LO                         | 1 370        | 2,53         |             |             |  |
|                | Jacques Hauguel                  | Divers                     | 1 128        | 2,08         |             |             |  |
|                | Jacques Carrier                  | Divers gauche (Maj. prés.) | 561          | 1,03         |             |             |  |
|                | Marcel Chopine                   | LT-LNÉ                     | 373          | 0,69         |             |             |  |
|                |                                  |                            |              |              |             |             |  |
| Inscrits       | Inscrits                         | Inscrits                   | 81 065       | 100,00       | 81 058      | 100,00      |  |
| Abstentions    | Abstentions                      | Abstentions                | 23 510       | 29           | 22 416      | 27,65       |  |
| Votants        | Votants                          | Votants                    | 57 555       | 71           | 58 642      | 72,35       |  |
| Blancs et nuls | Blancs et nuls                   | Blancs et nuls             | 3 328        | 5,78         | 3 956       | 6,75        |  |
| Exprimés       | Exprimés                         | Exprimés                   | 54 227       | 94,22        | 54 686      | 93,25       |  |

Le suppléant de Jean-Claude Bateux était Jean-Yves Merle, cadre d'entreprise, maire de Notre-Dame-de-Bondeville.

### Élections de 1997
| Candidat       | Candidat                         | Parti          | Premier tour | Premier tour | Second tour | Second tour |  |
| Candidat       | Candidat                         | Parti          | Voix         | %            | Voix        | %           |  |
| -------------- | -------------------------------- | -------------- | ------------ | ------------ | ----------- | ----------- |  |
|                | Jean-Claude Bateux sortant réélu | PS             | 20 610       | 36,99        | 36 651      | 65,28       |  |
|                | Philippe Grigy                   | UDF (PPDF)     | 11 318       | 20,31        | 19 492      | 34,72       |  |
|                | François Thibaud-Lamy            | FN             | 8 494        | 15,25        |             |             |  |
|                | Colette Privat                   | PCF            | 7 682        | 13,79        |             |             |  |
|                | Gilles Fauconnier                | GÉ             | 1 996        | 3,58         |             |             |  |
|                | Marco Giovanni Teani             | Les Verts      | 1 712        | 3,07         |             |             |  |
|                | Alain Rivière                    | LO             | 1 470        | 2,64         |             |             |  |
|                | Jean-Paul Delafenêtre            | LDI (CNIP)     | 1 169        | 2,1          |             |             |  |
|                | Alain Paubert                    | LCR            | 662          | 1,19         |             |             |  |
|                | Francine Conche                  | Extrême gauche | 329          | 0,59         |             |             |  |
|                | Jean Sode                        | Divers gauche  | 271          | 0,49         |             |             |  |
|                |                                  |                |              |              |             |             |  |
| Inscrits       | Inscrits                         | Inscrits       | 81 938       | 100,00       | 81 910      | 100,00      |  |
| Abstentions    | Abstentions                      | Abstentions    | 23 434       | 28,6         | 22 182      | 27,08       |  |
| Votants        | Votants                          | Votants        | 58 504       | 71,4         | 59 728      | 72,92       |  |
| Blancs et nuls | Blancs et nuls                   | Blancs et nuls | 2 791        | 4,77         | 3 585       | 6           |  |
| Exprimés       | Exprimés                         | Exprimés       | 55 713       | 95,23        | 56 143      | 94          |  |

Le suppléant de Jean-Claude Bateux était Jean-Yves Merle.

### Élections de 2002
| Candidat       | Candidat                         | Parti            | Premier tour | Premier tour | Second tour | Second tour |  |
| Candidat       | Candidat                         | Parti            | Voix         | %            | Voix        | %           |  |
| -------------- | -------------------------------- | ---------------- | ------------ | ------------ | ----------- | ----------- |  |
|                | Jean-Claude Bateux sortant réélu | PS               | 19 985       | 37,14        | 29 078      | 58,04       |  |
|                | Sylvain Bulard                   | UMP              | 14 463       | 26,88        | 21 025      | 41,96       |  |
|                | Monique Yvelain                  | FN               | 5 794        | 10,77        |             |             |  |
|                | Boris Lecoeur                    | PCF              | 3 847        | 7,15         |             |             |  |
|                | Daniel Laboure                   | Divers droite    | 2 122        | 3,94         |             |             |  |
|                | Arnaud de Saint-Jores            | Les Verts        | 1 905        | 3,54         |             |             |  |
|                | Frank Prouhet                    | LCR              | 1 179        | 2,19         |             |             |  |
|                | Nicole Bachelet                  | CPNT             | 1 142        | 2,12         |             |             |  |
|                | Alain Rivière                    | LO               | 913          | 1,7          |             |             |  |
|                | Lise Timmermans                  | MNR              | 885          | 1,64         |             |             |  |
|                | Anne-Christine Macherey          | Pôle républicain | 484          | 0,9          |             |             |  |
|                | Claudine Guérout                 | Divers droite    | 471          | 0,88         |             |             |  |
|                | Hervé Le Bonhomme                | MPF              | 447          | 0,83         |             |             |  |
|                | Marie-Christine Chalin           | ND               | 173          | 0,32         |             |             |  |
|                |                                  |                  |              |              |             |             |  |
| Inscrits       | Inscrits                         | Inscrits         | 85 401       | 100,00       | 85 397      | 100,00      |  |
| Abstentions    | Abstentions                      | Abstentions      | 30 417       | 35,62        | 33 345      | 39,05       |  |
| Votants        | Votants                          | Votants          | 54 984       | 64,38        | 52 052      | 60,95       |  |
| Blancs et nuls | Blancs et nuls                   | Blancs et nuls   | 1 174        | 2,14         | 1 949       | 3,74        |  |
| Exprimés       | Exprimés                         | Exprimés         | 53 810       | 97,86        | 50 103      | 96,26       |  |

Le suppléant de Jean-Claude Bateux était Christophe Bouillon, fonctionnaire, maire de Canteleu.

### Élections de 2007
| Candidat       | Candidat                      | Parti          | Premier tour | Premier tour | Second tour | Second tour |  |
| Candidat       | Candidat                      | Parti          | Voix         | %            | Voix        | %           |  |
| -------------- | ----------------------------- | -------------- | ------------ | ------------ | ----------- | ----------- |  |
|                | Christophe Bouillon élu       | PS             | 21 943       | 40,29        | 32 196      | 60,06       |  |
|                | Marie-Agnès Poussier-Winsback | UMP            | 18 315       | 33,63        | 21 411      | 39,94       |  |
|                | Samia Boukhalfa               | UDF–MoDem      | 3 367        | 6,18         |             |             |  |
|                | Boris Lecoeur                 | PCF            | 3 165        | 5,81         |             |             |  |
|                | Marie-Claude Joly             | FN             | 2 448        | 4,5          |             |             |  |
|                | Claire Lutz                   | Les Verts      | 1 256        | 2,31         |             |             |  |
|                | Aldo Cascella                 | LCR            | 1 162        | 2,13         |             |             |  |
|                | Jacques Carrier               | MPF            | 675          | 1,24         |             |             |  |
|                | Alain Rivière                 | LO             | 613          | 1,13         |             |             |  |
|                | Michel Lehoux                 | CPNT           | 579          | 1,06         |             |             |  |
|                | Marie-Thérèse Bonini          | Divers         | 348          | 0,64         |             |             |  |
|                | Jacques Crevon                | MNR            | 306          | 0,56         |             |             |  |
|                | Thierry Pien                  | NC             | 279          | 0,51         |             |             |  |
|                |                               |                |              |              |             |             |  |
| Inscrits       | Inscrits                      | Inscrits       | 89 070       | 100,00       | 89 066      | 100,00      |  |
| Abstentions    | Abstentions                   | Abstentions    | 33 597       | 37,72        | 34 287      | 38,5        |  |
| Votants        | Votants                       | Votants        | 55 473       | 62,28        | 54 779      | 61,5        |  |
| Blancs et nuls | Blancs et nuls                | Blancs et nuls | 1 017        | 1,83         | 1 172       | 2,14        |  |
| Exprimés       | Exprimés                      | Exprimés       | 54 456       | 98,17        | 53 607      | 97,86       |  |

### Élections de 2012
| Candidat       | Candidat                          | Parti          | Premier tour | Premier tour | Second tour | Second tour |  |
| Candidat       | Candidat                          | Parti          | Voix         | %            | Voix        | %           |  |
| -------------- | --------------------------------- | -------------- | ------------ | ------------ | ----------- | ----------- |  |
|                | Christophe Bouillon sortant réélu | PS             | 26 713       | 49,43        | 33 118      | 66,10       |  |
|                | Valérie Karmere-Loisel            | UMP            | 11 075       | 20,49        | 16 984      | 33,90       |  |
|                | Timothée Houssin                  | FN             | 8 448        | 15,63        |             |             |  |
|                | Valérie Lebrun                    | FG (PCF)       | 2 951        | 5,46         |             |             |  |
|                | Moïse Moreira                     | NC             | 1 474        | 2,73         |             |             |  |
|                | Marie-France Persil               | EÉLV           | 1 438        | 2,66         |             |             |  |
|                | François Pointel                  | DLR            | 765          | 1,42         |             |             |  |
|                | Christophe Poussin                | NPA            | 433          | 0,80         |             |             |  |
|                | Yohann Duval                      | MRC            | 424          | 0,78         |             |             |  |
|                | Simon Sulkowski                   | LO             | 326          | 0,60         |             |             |  |
|                |                                   |                |              |              |             |             |  |
| Inscrits       | Inscrits                          | Inscrits       | 94 267       | 100,00       | 94 283      | 100,00      |  |
| Abstentions    | Abstentions                       | Abstentions    | 39 327       | 41,72        | 42 579      | 45,16       |  |
| Votants        | Votants                           | Votants        | 54 940       | 58,28        | 51 704      | 54,84       |  |
| Blancs et nuls | Blancs et nuls                    | Blancs et nuls | 893          | 1,63         | 1 602       | 3,1         |  |
| Exprimés       | Exprimés                          | Exprimés       | 54 047       | 98,37        | 50 102      | 96,9        |  |

### Élections de 2017
Les élections législatives françaises de 2017 ont eu lieu les dimanches 11 et 18 juin 2017.
| Candidat         | Candidat               | Parti          | Premier tour | Premier tour | Second tour | Second tour |
| Candidat         | Candidat               | Parti          | Voix         | %            | Voix        | %           |
| ---------------- | ---------------------- | -------------- | ------------ | ------------ | ----------- | ----------- |
|                  | Christophe Bouillon*   | PS             | 19 230       | 41,86        | 26 103      | 69,15       |
|                  | Jean Delalandre        | LR             | 9 702        | 21,12        | 11 648      | 30,85       |
|                  | Bénédicte Le Moël      | RN             | 8 647        | 18,82        |             |             |
|                  | Myriam Mulot           | FI             | 5 403        | 11,76        |             |             |
|                  | Christophe Manchon     | DVE            | 1 774        | 3,86         |             |             |
|                  | Simon Sulkowski        | LO             | 559          | 1,22         |             |             |
|                  | Jean-Christophe Loutre | UPR            | 505          | 1,1          |             |             |
|                  | Benoît Martin          | DVG            | 119          | 0,26         |             |             |
|                  |                        |                |              |              |             |             |
| Inscrits         | Inscrits               | Inscrits       | 96 322       | 100,00       | 96 318      | 100,00      |
| Abstentions      | Abstentions            | Abstentions    | 49 051       | 50,92        | 55 822      | 57,96       |
| Votants          | Votants                | Votants        | 47 271       | 49,08        | 40 496      | 42,04       |
| Blancs et nuls   | Blancs et nuls         | Blancs et nuls | 1 332        | 2,82         | 2 745       | 6,78        |
| Exprimés         | Exprimés               | Exprimés       | 45 939       | 97,18        | 37 751      | 93,22       |
| * député sortant |                        |                |              |              |             |             |

### Élections de 2020
Christophe Bouillon est élu maire de Barentin le 28 mai 2020 et démissionne le 18 juin suivant pour cumul des mandats. Son suppléant Bastien Coriton, lui aussi élu maire à Rives-en-Seine, démissionne cinq jours après son entrée en fonction. Une élection partielle est organisée les 20 et 27 septembre 2020,.
|                          | Gérard Leseul            | PS                       | 6 586  | 39,94 | 1,92   | 11 502 | 71,61 | 2,76 |  |  |
|                          | Jean-Cyril Montier       | RN                       | 2 970  | 18,01 | 0,81   | 4 561  | 28,39 | Nv   |  |  |
|                          | Patricia Lhoir           | LREM                     | 1 767  | 10,72 | Nv     |        |       |      |  |  |
|                          | Michel Allais            | LR-LC                    | 1 601  | 9,71  | 11,41  |        |       |      |  |  |
|                          | Auban Al Jiboury         | G·s-EELV                 | 1 455  | 8,82  | Nv     |        |       |      |  |  |
|                          | Maxime da Silva          | LFI-PCF                  | 1 434  | 8,70  | 3,06   |        |       |      |  |  |
|                          | Valérie Foissey          | LO                       | 391    | 2,37  | 1,15   |        |       |      |  |  |
|                          | Jean-Christophe Loutre   | UPR                      | 286    | 1,73  | 0,63   |        |       |      |  |  |
|                          |                          |                          |        |       |        |        |       |      |  |  |
| Suffrages exprimés       | Suffrages exprimés       | Suffrages exprimés       | 16 490 | 97,47 |        | 16 063 |       |      |  |  |
| Votes blancs             | Votes blancs             | Votes blancs             | 270    | 1,60  |        |        |       |      |  |  |
| Votes nuls               | Votes nuls               | Votes nuls               | 158    | 0,93  |        |        |       |      |  |  |
| Total                    | Total                    | Total                    | 16 918 | 100   | -      |        | 100   | -    |  |  |
| Abstentions              | Abstentions              | Abstentions              | 78 605 | 82,29 |        |        | 82,25 |      |  |  |
| Inscrits / participation | Inscrits / participation | Inscrits / participation | 95 523 | 17,71 | 94 725 | 17,75  |       |      |  |  |

### Élections de 2022
| Candidat                 | Candidat                 | Parti et coalition       | Nuance                   | Premier tour | Premier tour | Second tour | Second tour |
| Candidat                 | Candidat                 | Parti et coalition       | Nuance                   | Voix         | %            | Voix        | %           |
| ------------------------ | ------------------------ | ------------------------ | ------------------------ | ------------ | ------------ | ----------- | ----------- |
|                          | Gérard Leseul            | PS (NUPES)               | NUP                      | 15 440       | 33,68        | 22 872      | 55,81       |
|                          | Jean-Cyril Montier       | RN                       | RN                       | 12 867       | 28,06        | 18 113      | 44,19       |
|                          | Jean Delalandre          | H (ENS)                  | ENS                      | 11 835       | 25,81        |             |             |
|                          | Eddy Lefaux              | LR (UDC)                 | LR                       | 2 266        | 4,94         |             |             |
|                          | Frédéric Mazier          | REC                      | REC                      | 1 468        | 3,20         |             |             |
|                          | Alain Guillotte          | PA                       | ECO                      | 1 098        | 2,39         |             |             |
|                          | Simon Sulkowski          | LO                       | DXG                      | 877          | 1,91         |             |             |
| Votes valides            | Votes valides            | Votes valides            | Votes valides            | 45 851       | 97,99        | 40 985      | 90,56       |
| Votes blancs             | Votes blancs             | Votes blancs             | Votes blancs             | 724          | 1,55         | 3 391       | 7,49        |
| Votes nuls               | Votes nuls               | Votes nuls               | Votes nuls               | 217          | 0,46         | 880         | 1,94        |
| Total                    | Total                    | Total                    | Total                    | 46 792       | 100          | 45 256      | 100         |
| Abstention               | Abstention               | Abstention               | Abstention               | 48 371       | 50,83        | 49 929      | 52,45       |
| Inscrits / participation | Inscrits / participation | Inscrits / participation | Inscrits / participation | 95 163       | 49,17        | 95 185      | 47,55       |

### Élections de 2024
| Candidat                 | Candidat                 | Parti et coalition       | Nuance                   | Premier tour | Premier tour | Second tour | Second tour |
| Candidat                 | Candidat                 | Parti et coalition       | Nuance                   | Voix         | %            | Voix        | %           |
| ------------------------ | ------------------------ | ------------------------ | ------------------------ | ------------ | ------------ | ----------- | ----------- |
|                          | Jean-Cyril Montier       | RN                       | RN                       | 26 406       | 41,40        | 29 908      | 48,32       |
|                          | Gérard Leseul réélu      | PS (NFP)                 | UG                       | 21 281       | 33,36        | 31 994      | 51,68       |
|                          | Jean Delalandre          | HOR (ENS)                | HOR                      | 14 259       | 22,35        | Retrait     | Retrait     |
|                          | Simon Sulkowski          | LO                       | EXG                      | 963          | 1,51         |             |             |
|                          | Jean-Marc Bled           | REC                      | REC                      | 880          | 1,38         |             |             |
|                          |                          |                          |                          |              |              |             |             |
| Votes valides            | Votes valides            | Votes valides            | Votes valides            | 63 789       | 97,67        | 61 902      | 94,32       |
| Votes blancs             | Votes blancs             | Votes blancs             | Votes blancs             | 1 156        | 1,77         | 2 955       | 4,50        |
| Votes nuls               | Votes nuls               | Votes nuls               | Votes nuls               | 367          | 0,56         | 771         | 1,17        |
| Total                    | Total                    | Total                    | Total                    | 65 312       | 100          | 65 628      | 100         |
| Abstention               | Abstention               | Abstention               | Abstention               | 29 562       | 31,16        | 29 279      | 30,85       |
| Inscrits / participation | Inscrits / participation | Inscrits / participation | Inscrits / participation | 94 874       | 68,84        | 94 907      | 69,15       |

#### Département de la Seine-Maritime
- La fiche de l'INSEE de cette circonscription : « Tableaux et Analyses de la cinquième circonscription de la Seine-Maritime », sur insee.fr, site de l'Institut national de la statistique et des études économiques (consulté le 10 juin 2007) [PDF]

- « Tous les députés du département de la Seine-Maritime depuis 1789 », sur assemblee-nationale.fr, site de l'Assemblée nationale française (consulté le 10 juin 2007)

- « Informations contentieuses sur le département de la Seine-Maritime (Élections législatives de 2002) »(Archive.org • Wikiwix • Archive.is • Google • Que faire ?), sur conseil-constitutionnel.fr, site du Conseil constitutionnel (consulté le 13 juin 2007)

#### Circonscriptions en France
- « Carte des circonscriptions législatives en France », sur assemblee-nationale.fr, site de l'Assemblée nationale française (consulté le 10 juin 2007)

- « Résultats électoraux officiels en France »(Archive.org • Wikiwix • Archive.is • Google • Que faire ?), sur interieur.gouv.fr, site du ministère de l'Intérieur (France) (consulté le 13 juin 2007)

- Description et Atlas des circonscriptions électorales de France sur http://www.atlaspol.com, Atlaspol, site de cartographie géopolitique, consulté le 13 juin 2007.
- « Législatives de 1997 : Circonscriptions de la Seine-Maritime (76) », sur elections.figaro.net, historique des scrutins organisés depuis 1989, site du journal Le Figaro (consulté le 13 juin 2007).